# شب‌زی شمالی
شب‌زی شمالی (نام علمی: Nyctibius jamaicensis) نام یک گونه از سرده شب‌زی‌ها است.